# Frederik Kortlandt
Frederik Herman Henri (Frits) Kortlandt (født 19. juni 1946 i Utrecht i Holland) er professor i deskriptiv og sammenlignende sprogforskning ved Universiteit Leiden. Han er ekspert i baltiske og slaviske sprog, Indoeuropæiske sprog generelt og proto-indoeuropæisk, skønt han også har udgivet studier over sprog i mange andre sprogfamilier. Han har også studeret forskellige supergrupper af sprogfamilier, så som indouralsk.
Kortlandt er medlem af Det kongelige nederlandske videnskabsakademi.

## Forfatterskab
- Forfatterskab Arkiveret 15. december 2013 hos  Wayback Machine

### På internettet
- "Indo-Uralic and Altaic revisited (abstract)" (Webside ikke længere tilgængelig)
- "Early dialictal diversity in South Slavic I" (South Slavic and Balkan Linguistics (SSGL 2). Amsterdam: Rodopi, 1982; s. 177-192) Arkiveret 7. marts 2016 hos  Wayback Machine
- "From Proto-Indo-European to Slavic" (1983) Arkiveret 2. januar 2015 hos  Wayback Machine
- "On Russenorsk" Arkiveret 6. marts 2007 hos  Wayback Machine
- "The Indo-Uralic Verb" (2001) Arkiveret 18. september 2019 hos  Wayback Machine
- "Nivhkas a Uralo-Siberian Language" Arkiveret 18. februar 2012 hos  Wayback Machine
- "Indo-Uralic and Altaic" Arkiveret 31. oktober 2008 hos  Wayback Machine
- "More on the Chronology of Celtic sound changes" Arkiveret 4. marts 2016 hos  Wayback Machine